# 잉글랜드 왕국
잉글랜드 왕국(Kingdom of England, 고대 영어: Engla rīce)은 여러 앵글로색슨 왕국들이 통합된 10세기 초부터 1707년 5월 1일까지 스코틀랜드 왕국과 연합하여 그레이트브리튼 왕국을 형성하기 전까지, 그레이트브리튼섬에 있던 주권 국가였다. 두 왕국이 통합된 그레이트브리튼 왕국은 이후 그레이트브리튼 아일랜드 왕국으로 발전하였다. 중세와 근세 동안 잉글랜드 왕국은 유럽에서 가장 강력한 국가 중 하나였다.
886년, 앨프레드 대왕은 덴마크 바이킹으로부터 런던을 재점령하였고, 이 사건 이후 그는 자신을 앵글로색슨인의 왕으로 선포하였으며, 899년에 사망할 때까지 그 지위를 유지하였다. 10세기 초에 앨프레드의 후손들인 장형왕 에드워드(899-924 재위)와 애설스탠(924-939 재위)는 다양한 앵글로색슨 왕국들이 통합하였고 이 결과 잉글랜드 왕국이 형성되었다. 927년, 애설스탠은 마지막으로 남은 바이킹 왕국 요르비크를 정복하며 잉글랜드 전역을 통치하는 최초의 앵글로색슨 지배자가 되었다. 1016년, 잉글랜드 왕국은 덴마크와 노르웨이와 동군연합을 이루고 크누트 대왕의 북해 제국의 일원이 되었다. 1066년 노르만인의 잉글랜드 정복으로 인해 잉글랜드의 수도와 주요 왕실 거처가 윈체스터에서 웨스트민스터로 이전되었으며, 런던은 빠르게 잉글랜드 최대의 상업 중심지로 자리잡았다.
노르만인의 잉글랜드 정복 이후 잉글랜드 왕국의 역사는 관례적으로 연속적인 왕조들에 따라 구분된다: 노르만/앙주 왕조 (1066-1216), 플랜태저넷 왕조 (1216-1485), 튜더 왕조 (1485-1603), 그리고 스튜어트 왕조 (1603-1707) (1649-1660년의 공위기간으로 인해 잠시 중단됨). 1066년 이후 모든 잉글랜드 군주는 궁극적으로 노르만인의 후손이며, 플랜태저넷 왕조의 구분은 관례적인 것이다. 이는 헨리 2세(1154-1189 재위)부터 앙주 왕조의 왕들이 "더욱 잉글랜드적 성격"을 띠기 시작했기 때문이다. 랭커스터가와 요크가는 모두 플랜태저넷의 방계 가문이고, 튜더가는 존 뷰포트를 내세워 에드워드 3세의 후손임을 주장했으며, 스튜어트가의 제임스 1세는 마거릿 튜더를 내세워 헨리 7세의 후손임을 주장했다.
1284년 에드워드 1세가 웨일스를 정복하면서 웨일스는 잉글랜드 왕실의 통제 하에 놓이게 되었다. 에드워드 3세(1327-1377 재위)는 잉글랜드 왕국을 유럽에서 가장 강력한 군사 강국 중 하나로 탈바꿈시켰으며, 그의 통치 기간 동안 중요한 입법 및 정부 개혁, 특히 잉글랜드 의회의 발전이 이루어졌다. 1340년대부터 잉글랜드는 프랑스 왕위에 대해 명목상으로만 주장을 유지했으나, 백년 전쟁과 1455년에 발발한 장미 전쟁 이후 잉글랜드는 더 이상 프랑스 왕위에 대한 주장을 추구할 위치에 있지 않았고, 대륙에 있던 영토는 칼레를 제외하고 모두 상실하였다. 장미 전쟁의 혼란 직후, 튜더 왕조는 잉글랜드 르네상스 시기를 이끌며 잉글랜드의 왕권을 잉글랜드 본토 너머로 다시 확장하였고, 1535년 및 1542년 웨일스법 제정으로 잉글랜드와 웨일스 공국의 완전한 통합을 이루어냈다. 헨리 8세는 잉글랜드의 종교 개혁을 총괄했으며, 그의 딸 엘리자베스 1세(1558-1603 재위)는 엘리자베스 종교 협정을 체결하는 한편 잉글랜드를 강대국으로 만들고 아메리카 식민지 개척을 통해 대영제국의 기초를 마련했다.
1603년 제임스  1세의 즉위로 인해 왕좌의 연합이 이루어졌으며, 스튜어트 왕조가 잉글랜드, 스코틀랜드, 아일랜드 왕국을 다스리게 되었다. 스튜어트 왕조 하에서 잉글랜드는 내전 상태에 들어가게 되었고, 이는 1649년 찰스 1세의 처형으로 절정에 이르렀다. 1660년 군주제가 복원되었지만, 내전은 잉글랜드 군주가 의회의 동의 없이는 통치할 수 없다는 선례를 남겼다. 이 개념은 1688년 명예혁명의 일환으로 법적으로 확립되었다. 이 시점부터 잉글랜드 왕국과 그 후속 국가인 영국은 실질적으로 입헌군주제로 기능하게 되었다. 1707년 5월 1일, 1707년 연합법의 조건에 따라 잉글랜드와 스코틀랜드의 의회, 즉 두 왕국은 상호적으로 폐지되었고, 그 자산과 영토는 '그레이트브리튼이라는 이름의 왕국'으로 영원히 통합되어 그레이트브리튼 왕국과 그레이트브리튼 의회를 형성하였다.

## 참고 자료

### 내용주
1. ↑  영국의 헌법은 성문화되지 않은 헌법이다.